# Криста Ђорђевић
Кристина Криста Ђорђевић — Госпођа (рођ. Шумановић; Загреб, 16. мај 1892 — Београд, 18. јул 1981) била је дворска дама, добротворка, сарадница Народноослободилачког покрета и друштвено-политичка радница Народне Републике Србије.

## Биографија
Рођена је 16. маја 1892. године у Загребу. Њен отац Светислав Шумановић, био је пореклом из Шида, син његовог рођеног брата био је познати сликар Сава Шумановић. Био је доктор правних наука, адвокат и политичар — руководилац Унутрашњег одјела Земаљске владе, народни посланик и подбан Краљевине Хрватске и Славоније. Мајка Катарина јој је умрла 1895. године, када је имала три године. Школовала се у аустријским интернатима и студирала језике у Бечу.
После завршетка Првог светског рата, Криста се удала за лекара Ђурицу Ђорђевића, са којим је првих година брака обилазила многа места у Србији и помагала у пружању помоћи болесним и ратом унесрећеним људима. После стварања нове државе — Краљевине Срба, Хрвата и Словенаца, они су се преселили у Београд, где је њен супруг 1920. године био један од оснивача и првих професора Медицинског факултета у Београду. Криста је била веома образована — познавала је неколико светских језика, па је убрзо постала дворска дама краљице Марије Карађорђевић.
Она и њен муж, који је био један од омиљених професора на Медицинском факултету и кога су студенти називали „студентском мајком“, били су веома богати и пошто нису имали деце били су добротвори даровитих уметника и сиромашних студената. Најпре су помагали младе даровите уметнике — сликаре, вајаре, песнике, међу којима је најпознатији био Сретен Стојановић. Криста је учествовала у изградњи уметничког Павиљона „Цвијета Зузорић“, на Калемегдану и касније у раду Друштва пријатеља уметности „Цвијета Зузорић”, који је израстао у централну уметничку установу у Београду — била је председница управе овог Друштва од октобра 1938. године. Њихова кућа у улици Страхињића бана, која је страдала у шестоаприлском бомбардовању Београда, 1941. године, била је украшена рељефом и скулптурама Сретена Стојановића, Томе Росандића, Лојза Долинара, Петра Палавичинија и др. Такође у кући се налазио велики број уметничких слика, најзначајнијих југословенских сликара тога доба.
Поред помагања младих уметника, помагали су и сиромашне студенте медицине и Друштво медицинара, којим су у то време руководили студенти-комунисти. После смрти свог супруга Ђурице Ђорђевића (1885—1935), 1936. године Криста је наставила да помаже сиромашне студенте. Дружећи се са студентима који су припадали револуционарном студентском покрету, полако је и сама почела да прихвата њихове комунистичке идеје као своје морално опредељење. У то време је беснео грађански рат у Шпанији и Кристи се веома свидео антифашистички дух младих студената. Преко дружења са истакнутим студентима-комунистима, а пре свега Ивом Лолом Рибаром Криста је дошла у додир и са вођама тада илегалне Комунистичке партије Југославије (КПЈ) — Јосипом Брозом Титом, Сретеном Жујовићем, Родољубом Чолаковићем и др.
У зиму 1938. године у њеном стану је илегално боравио Родољуб Чолаковић, делегат ЦК КПЈ и она му је била веза са Покрајинским комитетом КПЈ за Србију. У њеном стану је у два наврата боравио и Јосип Броз Тито, чији јој идентитет није био познат све до краја 1942. године када га је препознала на једном плакату. Пријатељство са Титом, Кристу је увело у ред симпатизера КПЈ и тада је почела да чини услуге за Партију — на налогу КПЈ током 1940. године је неколико пута одлазила је у Париз и тамо преносила партијски новац, пошту и литературу.
Крајем фебруара 1941. године Тито је Кристи, у коју је имао велико поверење, на чување дао већу количину златника које је добио од Коминтерне за потребе рада КПЈ. Ови златници, као и радио-станица, која је служила за партијске потребе страдали су у бомбардовању Београда, 6. априла 1941. године. После рата, Криста је унајмила раднике који су детаљно раскопали рушевину њене куће и пронашли део нагорелих златника — који су били претворени у један велики грумен злата помешан с малтером и угљенисан — и вратила их Титу.
Поред познанства са комунистима, Криста Ђорђевић је познавала и дружила се са многим значајним личностима, својим савременицима — писцима, сликарима, вајарима, политичарима — Сретеном Стојановићем, Милошем Црњанским, Миланом Ракићем, Петром Коњовићем, Јованом Бијелићем, Савом Шумановићем (који јој је био брат од стрица), Иваном Рибаром и његовом супругом Тоницом, Слободаном Јовановићем, генералом Душаном Симовићем, Миланом Гролом, Момчилом Нинчићем, књегињом Олгом и др.
Пошто јој је кућа била срушена, једно време на почетку окупације 1941. године је становала код свог великог пријатеља вајара Сретена Стојановића. У страху да је због веза са комунистима не ухапси Специјална полиција, у лето 1941. године је прешла у село Страгаре, код Трстеника. Тамо је боравила код браће Светислава Тиле и Дулета Јовановића, који су били браћа њеног великог пријатеља — Драгослава Јовановића Шпанца, бившег студента медицине и учесника Шпанског грађанског рата, који је тада био секретар Окружног комитета КПЈ за Крушевац и један од организатора устанка. Током боравка у Страгару Криста је одржавала везу са својим београдским познаником и бившим студентом медицине Рацом Ђулаковићем, који је био секретар партијске ћелије у Великој Дренови, као и са члановима Среског комитета КПЈ за Крушевац — Живадином Апостоловићем, Мијом Недељковићем и Добрицом Ћосићем. Она је слушала Радио Лондон и Радио Москву и слала вести партизанима.
Њена активност, као и сазнање да одржава везе са Драгославом Јовановићем Шпанцем, секретаром ОК КПЈ за Крушевац, у чијој је породичној кући становала упадала је у очи четницима, који су овим крајем завладали 1942. године. Штаб Друге трстеничке бригаде ЈВуО почетком 1943. године донео је одлику да убије Кристу јер је била партизански сарадник. Када је преко Шпанца сазнала за ову одлуку, одлучила је да сама оде у четнички Штаб и да се преда и да на тај начин поштеди страдања своје домаћине. У Милутовцу, где се налазио четнички Штаб, је отишла са својим домаћином Тилом Јовановићем и од четничког команданта, после позива да се код Владе у егзилу информишу о њој, добила гаранције да је слободна.
После овога је напустила Страгаре и прешла најпре у Крушевац, а потом у Београд, где је поново полуилегално становала код вајара Сретена Стојановића. Половином 1944. године је напустила окупирани Београд и на позив Петра Стамболића прешла на ослобођену територију у Топлици. Одатле је авионом била пребачена у Бари на опоравак. Ту се поново сусрела са Титом и по његовом задатку отишла у Лондон, где је од Владе у егзилу преузела Црвени крст. Крајем октобра 1944. вратила се у ослобођени Београд, а убрзо потом је била изабрана за прву председницу Антифашистичког фронта жена Србије.
После оснивања Организације уједињених нација, 1945. године као представник Југославије била је именована за сталног члана Социјалног комитета ОУН-а. Потом је била председник Црвеног крста Србије и на крају начелник Савезног комитета за културне везе са иностранством. У чланство Комунистичке партије Југославије (КПЈ) формално је приступила тек 1950. године.
Била је 1960. године оснивач и први председник Друштва пријатеља Народног музеја у Београду, коме је 1973. године поклонила све слике свог брата од стрица Саве Шумановића, као и друга уметничка дела из свог дома, међу којима су биле слике и скулптуре прикупљене поклонима самих аутора — Сретена Стојановића, Мила Милуновића, Пеђе Милосављевића, Марка Челебоновића, Ивана Табаковића, Миће Поповића и др. И касније у пензионерским данима остала је у контакту са Јосипом Брозом Титом, који јој је сваке Нове године слао корпу јужног воћа из врта на Брионима. Посећивали су је — Петар Стамболић, Родољуб Чолаковић и Владимир Велебит. Нарочито је била присна са књижевником Добрицом Ћосићем и његовом породицом, са којима је у периоду од 1947. до 1957. становала заједно.
Умрла је 18. јула 1981. године у Београду и сахрањена је поред свог супруга Ђурице на Новом гробљу.
Била је носилац бројних признања и одликовања, међу којима се истиче Орден Републике са златним венцем. Њено име носи дечје одмаралиште Црвеног крста Србије у Баошићима, код Херцег Новог.
Једна је од особа којима је Добрица Ћосић посветио поглавље у свом роману „Пријатељи”. У Ћосићевом сећању она је остала „у рату илегалка и партизанска сарадница, у миру помајка, а свагда Госпођа“.
Новинар РТС-а Стеван Костић је написао књигу „Госпођа" о животу Кристе Ђорђевић.